# Janina Kurkowska-Spychajowa
Janina Kurkowska-Spychajowa (ur. 8 lutego 1901 w Starosielcach, zm. 6 czerwca 1979) – polska łuczniczka, 38-krotna mistrzyni świata.

## Kariera
W okresie międzywojennym pracowała dla firmy Citroën w Warszawie. Była zawodniczką Rodziny Wojskowej oraz Ogniwa Warszawa, 64-krotną medalistką mistrzostw świata, 7-krotną mistrzynią Polski w wieloboju indywidualnym i wielokrotną rekordzistką Polski. Zdobywczyni największej liczby medali w mistrzostwach świata w historii łucznictwa światowego.
W czasie II wojny światowej, w 1944, została wywieziona na roboty przymusowe w III Rzeszy, gdzie pracowała w kamieniołomach.
Po wojnie wróciła do Warszawy, a następnie do uprawiania łucznictwa. Trenowała w Szwecji, łącząc to z pracą w polskim poselstwie w Sztokholmie. W latach 1946–1950 była działaczką OZŁucz. w Warszawie i Polskim Związku Łuczniczym. Czynne uprawianie sportu zakończyła w 1957. Zasłużona Mistrzyni Sportu.
Zmarła 6 czerwca 1979 w Szwecji, spoczywa na Norra begravningsplatsen w Solnie.

## Ordery i odznaczenia
- Srebrny Krzyż Zasługi (10 marca 1932)[1]